# Svansjön (Bondstorps socken, Småland)
Svansjön är en sjö i Vaggeryds kommun i Småland och ingår i Lagans huvudavrinningsområde. Sjön är 4,1 meter djup, har en yta på 0,015 kvadratkilometer och befinner sig 295 meter över havet.